# اچ‌ام‌اس اسکورپیون (۱۸۰۳)
اچ‌ام‌اس اسکورپیون (۱۸۰۳) (به انگلیسی: HMS Scorpion (1803)) یک کشتی بود که طول آن ۹۹ فوت ۱۱٫۵ اینچ (۳۰٫۴۶۷ متر) بود. این کشتی در سال ۱۸۰۳ ساخته شد.